# Estonie au Concours Eurovision de la chanson 2021
L'Estonie est l'un des trente-neuf pays participants du Concours Eurovision de la chanson 2021, qui se déroule à Rotterdam aux Pays-Bas. Le pays est représenté par le chanteur Uku Suviste et sa chanson  The Lucky One, sélectionnés lors de l'Eesti Laul 2021. Le pays se classe 13e avec 58 points en demi-finale, ne parvenant pas à se qualifier pour la finale.

## Sélection
Après l'annulation du Concours Eurovision de la chanson 2020,en raison de la pandémie de Covid-19 le retour pour l’édition 2021 de Uku Suviste— artiste ayant été remporté l'Eesti Laul 2020 pour y représenter l'Estonie — avec sa chanson What Love Is n'est pas l'option choisi par le radiodiffuseur estonien Eesti Televisioon qui confirme sa participation et le renouvellement de l'Eesti Laul le 1er septembre 2020. Ainsi, de nouveaux participants tenteront de remporter l'Eesti Laul 2021 pour représenter l'Estonie à l'Eurovision 2021.

### Format
Cette année, vingt-quatre chansons participent à la sélection. Cette dernière se compose de deux demi-finales et d'une finale. Lors de chaque demi-finale, douze artistes participent et six se qualifient pour la finale. Le vainqueur est déterminé le soir de la finale. Les participants sont annoncés le 7 décembre 2020.

### Demi-finales
Les 18 et 20 février 2021 auront lieu une demi-finale. Lors de celles-ci six artistes se qualifient au terme de chaque demi-finale. Le vote est un vote combinant pour une moitié le vote d'un jury et pour l'autre moitié le télévote estonien. Les quatre premiers qualifiés le sont au terme d'un premier tour de vote où le jury et le télévote comptent. Les derniers qualifiés le sont au terme d'un deuxième tour où le public choisit une chanson parmi celles n'étant pas déjà qualifiées.
- Qualifiés au premier tour
- Qualifié au deuxième tour

#### Demi-finale 1
| Ordre | Artiste                            | Chanson                      | Premier tour | Premier tour | Premier tour | Premier tour | Premier tour | Second tour | Second tour |
| Ordre | Artiste                            | Chanson                      | Jury         | Télévote     | Télévote     | Total        | Place        | Voix        | Place       |
| Ordre | Artiste                            | Chanson                      | Jury         | Voix         | Points       | Total        | Place        | Voix        | Place       |
| ----- | ---------------------------------- | ---------------------------- | ------------ | ------------ | ------------ | ------------ | ------------ | ----------- | ----------- |
| 1     | Tanja                              | Best Night Ever              | 1            | 685          | 2            | 3            | 10           | 781         | 3           |
| 2     | Hans Nayna                         | One By One                   | 3            | 916          | 4            | 7            | 8            | 1083        | 2           |
| 3     | Wiiralt                            | Tuuled                       | 6            | 945          | 5            | 11           | 5            | 737         | 4           |
| 4     | Kéa                                | Hypnotized                   | 2            | 411          | 0            | 2            | 11           | 446         | 6           |
| 5     | Andrei Zevakin & Pluuto            | Wingman                      | 0            | 1476         | 8            | 8            | 6            | 1593        | 1           |
| 6     | Karl Killing                       | Kiss Me                      | 5            | 1151         | 7            | 12           | 4            | —           | —           |
| 7     | Nika Marula                        | Calm Down                    | 7            | 548          | 1            | 8            | 7            | 686         | 5           |
| 8     | Egert Milder                       | Free Again                   | 10           | 1136         | 6            | 16           | 3            | —           | —           |
| 9     | Tuuli Rand                         | Üks öö                       | 0            | 278          | 0            | 0            | 12           | 164         | 8           |
| 10    | Koit Toome                         | We Could Have Been Beautiful | 12           | 2873         | 12           | 24           | 1            | —           | —           |
| 11    | Kristin Kalnapenk                  | Find a Way                   | 4            | 705          | 3            | 7            | 9            | 412         | 7           |
| 12    | Ivo Linna, Robert Linna, Supernova | Ma olen siin                 | 8            | 1519         | 10           | 18           | 2            | —           | —           |

#### Demi-finale 2
| Ordre | Artiste          | Chanson                       | Premier tour | Premier tour | Premier tour | Premier tour | Premier tour | Second tour | Second tour |
| Ordre | Artiste          | Chanson                       | Jury         | Télévote     | Télévote     | Total        | Place        | Voix        | Place       |
| Ordre | Artiste          | Chanson                       | Jury         | Voix         | Points       | Total        | Place        | Voix        | Place       |
| ----- | ---------------- | ----------------------------- | ------------ | ------------ | ------------ | ------------ | ------------ | ----------- | ----------- |
| 1     | Sissi            | Time                          | 4            | 1797         | 5            | 9            | 7            | 2451        | 2           |
| 2     | Gram-Of-Fun      | Lost in a Dance               | 8            | 1403         | 3            | 11           | 6            | 1771        | 3           |
| 3     | Kadri Voorand    | Energy                        | 10           | 2680         | 7            | 17           | 2            | —           | —           |
| 4     | Helen            | Nii kõrgele                   | 0            | 1210         | 2            | 2            | 10           | 1270        | 5           |
| 5     | Redel            | Tartu                         | 6            | 2876         | 8            | 14           | 5            | 2600        | 1           |
| 6     | Rahel            | Sunday Night                  | 1            | 839          | 0            | 1            | 11           | 819         | 7           |
| 7     | Uku Haasma       | Kaos                          | 0            | 654          | 0            | 0            | 12           | 522         | 8           |
| 8     | Heleza           | 6                             | 2            | 1494         | 4            | 6            | 9            | 1345        | 4           |
| 9     | Uku Suviste      | The Lucky One                 | 3            | 6291         | 12           | 15           | 3            | —           | —           |
| 10    | Alabama Watchdog | Alabama Watchdog              | 7            | 1052         | 1            | 8            | 8            | 1022        | 6           |
| 11    | Jüri Pootsmann   | Magus melanhoolia             | 12           | 2119         | 6            | 18           | 1            | —           | —           |
| 12    | Suured tüdrukud  | Heaven's Not That Far Tonight | 5            | 5370         | 10           | 15           | 4            | —           | —           |

### Finale
Lors de la finale, la chanson gagnante est déterminée en deux tours. Dans un premier temps, le jury et le télévote choisissent trois chansons qui se qualifient pour la suite de la finale. Le télévote sélectionne ensuite parmi ces trois chansons, la chanson qui représentera le pays à l'Eurovision 2021.
| Ordre | Artiste                            | Chanson                       | Jury | Télévote | Télévote | Total | Place |
| Ordre | Artiste                            | Chanson                       | Jury | Voix     | Points   | Total | Place |
| ----- | ---------------------------------- | ----------------------------- | ---- | -------- | -------- | ----- | ----- |
| 1     | Egert Milder                       | Free Again                    | 1    | 1871     | 1        | 2     | 12    |
| 2     | Suured tüdrukud                    | Heaven's Not That Far Tonight | 2    | 5002     | 6        | 8     | 7     |
| 3     | Hans Nayna                         | One By One                    | 6    | 1754     | 0        | 6     | 10    |
| 4     | Ivo Linna, Robert Linna, Supernova | Ma olen siin                  | 0    | 2030     | 2        | 2     | 11    |
| 5     | Karl Killing                       | Kiss Me                       | 8    | 1678     | 0        | 8     | 8     |
| 6     | Uku Suviste                        | The Lucky One                 | 3    | 11393    | 12       | 15    | 1     |
| 7     | Sissi                              | Time                          | 12   | 4186     | 3        | 15    | 3     |
| 8     | Jüri Pootsmann                     | Magus melanhoolia             | 7    | 6193     | 8        | 15    | 2     |
| 9     | Redel                              | Tartu                         | 0    | 5160     | 7        | 7     | 9     |
| 10    | Koit Toome                         | We Could Have Been Beautiful  | 4    | 6779     | 10       | 14    | 4     |
| 11    | Andrei Zevakin & Pluuto            | Wingman                       | 10   | 4944     | 4        | 14    | 5     |
| 12    | Kadri Voorand                      | Energy                        | 5    | 4966     | 5        | 10    | 6     |

| Ordre | Artiste        | Chanson           | Télévote | Télévote    | Place |
| Ordre | Artiste        | Chanson           | Voix     | Pourcentage | Place |
| ----- | -------------- | ----------------- | -------- | ----------- | ----- |
| 1     | Uku Suviste    | The Lucky One     | 24 081   | 46 %        | 1     |
| 2     | Sissi          | Time              | 14 968   | 29 %        | 2     |
| 3     | Jüri Pootsmann | Magus melanhoolia | 12 776   | 25 %        | 3     |

La finale se conclut sur la victoire d'Uku Suviste avec sa chanson The Lucky One, pour la deuxième année consécutive. Cette victoire lui permet de représenter l'Estonie sur la scène de l'Eurovision après l'annulation de l'édition 2020.

## À l'Eurovision
L'Estonie participe à la deuxième demi-finale du 20 mai 2021. Y recevant 58 points, le pays se classe 13e et ne parvient pas à se qualifier en finale.